# 洛口镇
洛口镇，是中华人民共和国江西省赣州市宁都县下辖的一个乡镇级行政单位。

## 行政区划
洛口镇下辖以下地区：
清泰社区、洛口村、古夏村、谢坊村、严坊村、罗村、灵村、球田村、南岭村、麻田村、高排村、金竹村、员布村和横坑村。